# Melospiza lincolnii
Melospiza lincolnii là một loài chim trong họ Emberizidae.